# Gimnastică la Jocurile Olimpice de vară din 2020 - Trambulină individual masculin
Proba masculină de trambulină individual de la Jocurile Olimpice de vară din 2020 a avut loc pe 31 iulie 2021 la Ariake Gymnastics Centre.

## Program
Orele sunt ora Japoniei (UTC+9) 
| Data                   | Timp  | Etapă      |
| ---------------------- | ----- | ---------- |
| Sâmbătă, 31 iulie 2021 | 13:00 | Calificări |
| Sâmbătă, 31 iulie 2021 | 14:50 | Finala     |

## Rezultate

### Calificări
| Loc | Sportiv              | Țară                       | Primul exercițiu | Al doilea exercițiu | Total   | Note |
| --- | -------------------- | -------------------------- | ---------------- | ------------------- | ------- | ---- |
| 1   | Ivan Litvinovich     | Belarus                    | 53,515           | 60,040              | 113,555 | C    |
| 2   | Uladzislau Hancharou | Belarus                    | 53,180           | 60,220              | 113,400 | C    |
| 3   | Dylan Schmidt        | Noua Zeelandă              | 52,415           | 59,705              | 112,120 | C    |
| 4   | Dominic Clarke       | Australia                  | 52,130           | 59,550              | 111,680 | C    |
| 5   | Dong Dong            | China                      | 52,275           | 59,375              | 111,650 | C    |
| 6   | Daiki Kishi          | Japonia                    | 52,205           | 59,335              | 111,540 | C    |
| 7   | Andrey Yudin         | COR                        | 51,770           | 59,475              | 111,245 | C    |
| 8   | Dmitry Ushakov       | COR                        | 49,795           | 59,690              | 109,485 | C    |
| 9   | Ángel Hernández      | Columbia                   | 51,350           | 54,580              | 105,930 | R1   |
| 10  | Seif Sherif          | Egipt                      | 45,810           | 50,380              | 96,190  | R2   |
| 11  | Diogo Abreu          | Portugalia                 | 52,135           | 41,285              | 93,420  |      |
| 12  | Mykola Prostorov     | Ucraina                    | 51,385           | 41,185              | 92,570  |      |
| 13  | Aliaksei Shostak     | Statele Unite ale Americii | 51,165           | 30,985              | 82,150  |      |
| 14  | Gao Lei              | China                      | 52,245           | 10,575              | 62,820  |      |
| 15  | Ryosuke Sakai        | Japonia                    | 38,935           | 23,315              | 62,250  |      |
| 16  | Allan Morante        | Franța                     | 14,590           | 6,490               | 21,080  |      |

### Finala
| Loc | Sportiv                    | Dificultate | Execuție | Zbor   | Penalizare | Total  |
| --- | -------------------------- | ----------- | -------- | ------ | ---------- | ------ |
| 1   | Ivan Litvinovich (BLR)     | 18,200      | 16,500   | 17,915 |            | 61,715 |
| 2   | Dong Dong (CHN)            | 17,800      | 16,600   | 17,135 |            | 61,235 |
| 3   | Dylan Schmidt (NZL)        | 17,800      | 16,300   | 16,975 |            | 60,675 |
| 4   | Uladzislau Hancharou (BLR) | 17,900      | 16,300   | 17,365 |            | 60,565 |
| 5   | Dmitry Ushakov COR         | 17,100      | 16,500   | 17,100 |            | 59,600 |
| 6   | Andrey Yudin COR           | 17,800      | 15,200   | 16,735 |            | 58,235 |
| 7   | Daiki Kishi (JPN)          | 17,300      | 14,900   | 16,915 |            | 57,815 |
| 8   | Dominic Clarke (AUS)       | 7,400       | 6,600    | 7,255  |            | 24,955 |